# Eupsophus emiliopugini
Espèce
Statut de conservation UICN

 LC  : Préoccupation mineure
Eupsophus emiliopugini est une espèce d'amphibiens de la famille des Alsodidae.

## Répartition
Cette espèce est endémique des forêts tempérées de Nothofagus :
- au Chili dans les régions des Los Lagos, au Sud de Los Ríos et au Nord d'Aisén,
- en Argentine dans le parc national du lac Puelo dans le département de Cushamen dans la province de Chubut.

Elle se rencontre jusqu'à 1 500 m d'altitude.

## Description
Eupsophus emiliopugini mesure de 43 à 50 mm pour les mâles et de 41 à 64 mm pour les femelles. Son dos varie est brun grisâtre ou couleur plomb et présente une ligne longitudinale jaune citron. Une bande vert olive se trouve entre ses yeux. Quelques individus ont des réticulations au niveau des cuisses. Sa face ventrale est blanchâtre. Les mâles matures ont la gorge orange brillant.
Les juvéniles mesurent entre 10 et 11 mm à leur métamorphose.

## Étymologie
Son nom d'espèce lui a été en l'honneur d'Emilio Pugín pour ses travaux sur la reproduction et le développement des amphibiens du Chili.

## Publication originale
- Formas, 1989 : A new species of Eupsophus (Amphibia: Anura: Leptodactylidae) from southern Chile. Proceedings of the Biological Society of Washington, vol. 102, no 3, p. 568–576 (texte intégral).